# Prasophyllum calcicola
Prasophyllum calcicola är en orkidéart som beskrevs av Robert J. Bates. Prasophyllum calcicola ingår i släktet Prasophyllum och familjen orkidéer. Inga underarter finns listade i Catalogue of Life.